# Robert Morris (financeiro)
Robert Morris (20 de janeiro de 1734 – 9 de maio de 1806) foi um comerciante, financeiro e político norte-americano. Foi um dos signatários tanto da Declaração de Independência dos Estados Unidos como dos Artigos da Confederação e da Constituição dos Estados Unidos, sendo um dos Pais Fundadores dos Estados Unidos. Morris ficou conhecido como o «banqueiro da Revolução» em virtude de ter agido no sentido de assegurar os fundos necessários à causa americana aquando da Guerra de Independência dos Estados Unidos. Esta posição central que tinha fez com que fosse considerado, em conjunto com o general George Washington, "o mais poderoso homem da América"
Era membro da Igreja Episcopal dos Estados Unidos.

## Bibliografia

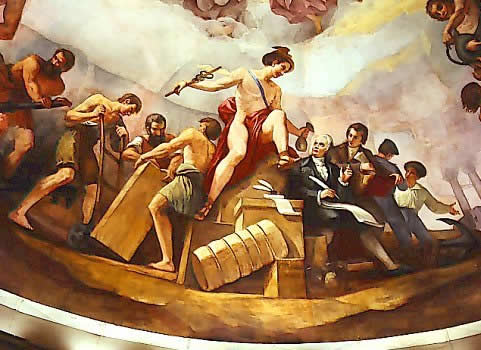
Cena do fresco A Apoteose de Washington, mostrando Morris a receber um saco de ouro de Mercúrio, em lembrança dos seus serviços financeiros durante a Revolução Americana